# Horodyszcze (rejon dokszycki)
Horodyszcze (biał. Гарадзішча, Haradziszczaa; ros. Городище, Gorodiszcze) – wieś na Białorusi, w obwodzie witebskim, w rejonie dokszyckim, 6,5 km na północ od Wołkołaty. Wchodzi w skład sielsowietu Wołkołata.

## Historia
W czasach zaborów w gminie Wołkołata, w powiecie wilejskim, w guberni wileńskiej Imperium Rosyjskiego.
W dwudziestoleciu międzywojennym wieś leżała w Polsce, w województwie wileńskim, w powiecie duniłowickim, od 1926 w powiecie postawskim, w gminie Wołkołata.
Wierni należeli do parafii rzymskokatolickiej w Wołkołacie. Miejscowość podlegała pod Sąd Grodzki w Duniłowiczach i Okręgowy w Wilnie; właściwy urząd pocztowy mieścił się w Wołkołacie.
W 1938 roku miejscowości należały do gromady Jabłońce gminy Wołkołata.
Po agresji ZSRR na Polskę w 1939 roku wieś znalazła się w granicach BSRR. W latach 1941–1944 była pod okupacją niemiecką. Od 1945 leżała w BSRR. Od 1991 roku w Republice Białorusi.
Do 20 maja 1960 r. wieś leżała w sielsowiecie Struki.

## Kaplica katolicka
W Horodyszczach znajduje się kaplica filialna parafii w Wołkołacie, pw. św. Antoniego Padewskiego przerobiona z dawnego kołchozowego kantoru. Kaplicę uroczyście poświęcił 13 czerwca 2019 r. wikariusz generalny diecezji witebskiej ks. prałat Franciszek Kisiel. Kapłani diecezji pomogli wyposażyć kaplicę, pijarzy z parafii w Lidzie ofiarowali ołtarz, konfesjonał podarowała parafia św. Antoniego Padewskiego w Postawach, a tabernakulum, dwa klęczniki oraz Drogę krzyżową parafia Niepokalanego Serca Najświętszej Maryi Panny w Orszy.

## Demografia
- 2010 r. — 208 osób
- 1999 r. — 293 osób

Według Powszechnego Spisu Ludności z 1921 roku zamieszkiwało tu 282 osoby, wszystkie były wyznania rzymskokatolickiego. Jednocześnie 79 mieszkańców zadeklarowało polską przynależność narodową, 203 białoruską. Były tu 63 budynki mieszkalne. W 1931 w 67 domach zamieszkiwało 292 osoby.